# 김프로
김프로(본명: 김동준, 영어: kimpro)는 유튜브 채널인 '김프로 KIMPRO'를 사촌 여동생 유백합와 함께 운영하고 있는 숏폼 크리에이터이다. 2025년 4월 17일, 대한민국 최초로 구독자 1억명을 달성하였다. 2025년 4월 기준 그가 올린 동영상은 3117개이고, 전체조회수는 664억 6900만회 이상이다.

## 역사
해당 채널을 만든 유백합, 김동준은 모두 대학에서 연기를 전공하였다. 김동준은 공연 기획사를 운영한다. 하지만 코로나19 범유행으로 오프라인 공연이 불가능해지면서 기획사 사업을 접을 수 밖에 없게 되었다. 그래서 그는 온라인에서 자신의 경험을 이용해 할 수 있는 것을 찾다가 숏폼을 만들자는 생각을 하게 되었고, 가수가 되기를 바라던 그의 사촌 여동생 유백합과 콘텐츠를 만들게 되었다.
김동준에 따르면 코로나19로 놀고 있던 사촌들끼리 한 번 뭉쳐보자고 해서 틱톡을 시작하게 되었고, 유백합을 메인으로 두고 그는 뒤에서 연출과 기획을 맡아 유백합 채널을 성장시켰다고 한다. 틱톡이 잘 되어 유튜브에서도 컨텐츠를 만들고 싶었는데 유튜브에서 마침 '쇼츠'라는 숏폼 서비스가 활성화되어서 유튜브 채널도 운영하게 되었고, 유튜브에서는 시청자들이 유백합 채널보다는 김프로 채널을 더 선호해 김프로 채널에 힘을 싣게 되었다고 한다.
2022년 8월 첫번째 영상을 올리고 약 9개월 만에 1000만명의 구독자를 달성하였다. 채널 '김프로 KIMPRO'는 2023년 8월 전 세계 월간 조회수 1위를 기록하면서 조회수와 구독자 수가 급증했다. 8월 17일부터 23일까지 구독자 약 50만명 상승, 주간 조회수 4억 8527만회를 기록했고, 전세계에서 월간 조회수 1위를 달성했으며 2024년 8월 구독자 5000만명을 달성한 뒤 2025년 4월 17일, 1억명을 끌어모았다. 약 2년 8개월 만에 구독자 1억명을 달성한 것이다.

## 수입
김프로의 일일 수익은 약 6억 8700만원, 월 수익은 약 206억원, 연수익은 약 2508억원대로 예상된다.